# Iggesunds IK
Iggesunds IK är en idrottsklubb i Iggesund, som ligger cirka en mil söder om Hudiksvall, grundad 1921. IIK är sedan en tid en renodlad fotbollsförening men har tidigare utövat bandy, boxning, brottning, friidrott, gymnastik, ishockey, simning Som högst har fotbollslaget spelat en säsong i division II i en tid då det var Sveriges näst högsta division. Detta inträffade säsongen 1946/1947.
Klubben sammanslogs 1985 med Hudiksvalls IF:s fotbollssektion och bildade den nya föreningen Iggesund/HIF, efter säsongen 1989 upplöstes dock den sammanslagna föreningen och de två klubbarna återupptog fotbollen i egen regi.
Damfotbollslaget spelade i Sveriges högsta division 1978 och 1979.
IIK anslöt sig 2012 till samarbetet Hudiksvalls FF.

### Fotnoter
1. 1 2  https://www.iggesundsik.se/sida/?ID=31686
2. ↑  Claes Glenning. ”SWEDEN 2nd level alltime table 1924/25-2012”. Arkiverad från originalet den 11 oktober 2012. https://web.archive.org/web/20121011020401/http://home.swipnet.se/clasglenning/Europe/2ndlevel/Sweden2.htm. Läst 12 oktober 2011.
3. ↑  https://www.svenskafotbollsklubbar.se/showclub.php?clubid=6996
4. ↑  Jimmy Lindahl (26 februari 2004). ”Maratontabell för högsta damserien 1978-2003”. Bolletinen. http://www.bolletinen.se/sfs/pdf/stat_d_maraton_1978_2003_maratontab_f_hogsta_damserien.pdf. Läst 14 oktober 2013.
5. ↑  https://www.aik.se/fotboll/statistik/opponent.php?id=656